# ロバート・シルヴァーバーグ
ロバート・シルヴァーバーグ（Robert Silverberg、1935年1月15日 - ）はアメリカ合衆国の作家（SF作家）。18歳でデビュー以来、SF、犯罪小説、西部劇、ジュブナイル、ノンフィクションなどの分野で多数の作品を書き小説工場とも呼ばれるが、1960年代後半からシリアスで野心的な傑作を発表しニュー・シルヴァーバーグと呼ばれるようになる。代表作に『夜の翼』『大地への下降』『禁じられた惑星』など。

## プロフィール
ニューヨーク・ブルックリン区でユダヤ系の家庭に生まれる。コロンビア大学卒、英文学を専攻。在学中の1954年に短編Gorgon Planetでデビュー。1955年スコットランドのSF誌「ネビュラ」に処女長編『第四惑星の反乱』を発表。大学を卒業する頃には毎月数十編の作品をこなす売れっ子作家となり、1956年にはヒューゴー賞の最優秀新人賞を受賞。エンターテイメントに徹した作風を揶揄する意味も込めて小説工場と呼ばれ、1955年からの10年間で450冊の単行本を書いた。
1959年頃からSFブームが冷え込み、多くのペンネームでSF以外のジャンルの作品も書くようになる。この年に書いたジュブナイル小説『生きていた火星人』 がニューヨーク・タイムズの優良児童書100選に選ばれる。続いて1962年に書いた遺跡発掘についてのノンフィクションLost Cities and Vanished Civilizationsは、優良児童図書賞の候補、子供向けブッククラブの推薦図書となる。この成功により、特に歴史、考古学関係のノンフィクション作家としても一流として認められるようになる。この時期にはSFはほとんど書かなかったが相変わらずの多作であり、SF作家のパーティーでの原稿が書けなくなった体験談として「あるとき15分ばかり書けなかったことがある」と話したというエピソードも残っている。
1963年にフレデリック・ポールが編集するSF雑誌「World of Tomorrow」誌に発表した短編「見えない男」は、人間の内面を深く考察した傑作となり、この当時のニュー・ウェーブ運動に触発された、文学性の高いSFを求める状況に受け入れられる。ただし自身はニュー・ウェーブからは距離を置き「前衛的な手法を取り入れようとは思わない」という立場だった。1966年に、長年の過労による甲状腺の機能亢進にかかり、仕事のペースを減らさなくてはならなくなる。この時期に書いた長編『いばらの旅路』は、ヒューゴー賞、ネビュラ賞の候補となる。1968年には自宅が火災にみまわれ、その後に書いた中編NightWingsはヒューゴー賞中長編部門を受賞、続いて書かれた第二部、第三部と合わせて、自身が最も気に入っている作品という長編『夜の翼』となり、1976年にアポロ賞も受賞した。これ以降、執筆スピードは下がったものの、高水準の作品を発表し、ニュー・シルヴァーバーグと呼ばれるようになる。
しかし自信作であったSon of Manや『内死』が評価されなかったことなどにより、1975年にSFの執筆から引退を宣言する。同じ年にはハーラン・エリスン、バリイ・N・マルツバーグも引退を宣言し、SF界に衝撃をもたらした。しかしシルヴァーバーグは、1980年に大作『ヴァレンタイン卿の城』を発表して復活、マジプール年代記としてシリーズ化されている。1990年代にはアイザック・アシモフ作品の長編版の発表などもしている。
1975年にジェイムズ・ティプトリー・Jr.の短編集『愛はさだめ、さだめは死』に序文「ティプトリーとはだれ、はたまた何者？」を寄せ、ティプトリーが女性ではないかという説に対して男性説を強力に主張した。しかし翌年にティプトリーが女性であることが明らかにされ、教訓を得たことを1978年版で追記している。

## ペンネーム
使用していたペンネーム＝デイヴィット・オズボーン、キャルヴィン・M・ノックス、アイヴァー・ジョーゲンスン、アレグザンダー・ブレード、リチャード・F・ワトスン、ダン・マルカム、ラルフ・バーグ、ロバート・アーネット、エリック・ロドマン、ウォーレン・キャステル、ホール・ソーントン、アレックス・メリマン、T・D・ベスレン、E・K・ジャーヴィス、S・M・テネショー、ダーク・クリントン、ウェバー・マーティン、ウォーカー・チャップマン、リー・セバスチアン、ロバート・ランドル、など多数。

## 作品リスト

### 長編小説
- 第四惑星の反乱（英語版）（Revolt on Alpha C）1955年
- 生と死の支配者（Master of Life and Death）1957年
- 生きていた火星人（Lost Race of Mars）1960年
- 10万光年の迷路（英語版）（Collision Course）1961年
- 生命への回帰（Recalled to Life）1962年
- 大氷河の生存者（英語版）（Time of the Great Freeze）1964年
- 多元世界の門（英語版）（The Gate of Worlds）1967年
- いばらの旅路（英語版）（Thorns）1967年
- 時の仮面（英語版）（The Masks of Time）1968年
- いまひとたびの生（英語版）（To Live Again）1969年
- 時間線を遡って（Up the Line）1969年：1975年星雲賞 海外長編賞
- 夜の翼（英語版）（Nightwings）1969年：1969年ヒューゴー賞 中長編小説部門、1972年 星雲賞海外長編賞
- 大地への下降（英語版）（Downward to the Earth）1969年
- ガラスの塔（英語版）（Tower of Glass）1970年
- 禁じられた惑星（英語版）（A Time of Changes）1971年：1971年ネビュラ賞 長編小説部門
- 内側の世界（英語版）（The World Inside）1971年
- 内死（英語版）（Dying Inside）1972年：1973年ジョン・W・キャンベル記念賞特別賞
- 一人の中の二人（英語版）（The Second Trip）1972年
- 我ら死者とともに生まれる（英語版）（Born with the Dead）1974年：1974年ネビュラ賞中長編部門、1975年ローカス賞中長編部門
- 確率人間（フランス語版）（The Stochastic Man）1975年
- 不老不死プロジェクト（英語版）（Shadrach in the Furnace）1976年

- マジプールシリーズ（英語版）
  - ヴァレンタイン卿の城（Lord Valentine's Castle）1980年：1981年ローカス賞ファンタジー部門
  - マジプール年代記（英語版）（Majipoor Chronicles）1982年
  - 教皇ヴァレンタイン（英語版）（Valentine Pontifex）1983年

- アイザック・アシモフとの合作
  - 「夜来たる -長編版」（NightFall）1990年
  - 「停滞空間」長編版（未訳）（The Ugly Little Boy) 1991年
  - 「アンドリューNDR114」（The Positronic Man) 1992年

### 短編
- 「見えない男」To See the Invisible Man 1963年
- 「ホークスビル収容所」Hawksbill Station 1967年
- 「憑きもの」Passengers 1968年：1969年ネビュラ賞 短編小説部門
- 「太陽踊り」Sundunce 1969年
- 「ヴァチカンからの吉報」Good News from the Vatican 1971年：1971年ネビュラ賞 短編小説部門

### ノンフィクション
- 埋もれた古代文明（Frontiers in Archaelogy）1966年
- 地上から消えた動物（The Dodo, the Auk and the Oryx）1967年（cf.シフゾウ）

### アンソロジー
- ミュータント傑作選  Mutants (1974)
- 世界カーSF傑作選 Car Sinister (1979)
  - マーティン・H・グリーンバーグ、ジョゼフ・D・オルダー共編
- ファンタジイの殿堂 伝説は永遠に Legends (1998)
- SFの殿堂 遥かなる地平 Far Horizons (1999)

他に中短編、未邦訳作品多数。